# Сипиля, Вилька
Вилька Сипиля (фин. Vilka Sipilä; род. 13 декабря 1987) — финский шахматист, международный мастер (2012).
Двукратный чемпион Финляндии (2012 и 2016). В составе сборной Финляндии участник шести Олимпиад (2010—2022) и четырёх командных чемпионатов Европы (2013, 2017, 2019, 2023).

## Изменения рейтинга
| Графики недоступны из-за технических проблем. См. информацию на Фабрикаторе и на mediawiki.org. |